# Sciopero Pullman
Lo sciopero Pullman è costituito da due distinti scioperi legati tra loro, avvenuti nel 1894 nelle aziende ferroviarie negli Stati Uniti e che hanno plasmato la politica nazionale del lavoro negli Stati Uniti durante un periodo di profonda depressione economica.

## Storia
Il primo sciopero fu indetto dal sindacato American Railway Union (ARU) contro la fabbrica Pullman di Chicago nella primavera del 1894. Quando lo sciopero fallì, l'ARU lanciò un boicottaggio nazionale contro tutti i treni che erano composti da carrozze Pullman. Il boicottaggio ferroviario nazionale durò dall'11 maggio al 20 luglio 1894 e fu un punto di svolta nella storia sindacale statunitense. Contrappose l'American Railway Union (ARU) alla Pullman Company, alle principali ferrovie, ai principali sindacati e al governo federale degli Stati Uniti sotto il presidente Grover Cleveland. Lo sciopero e il boicottaggio interruppero gran parte del traffico merci e passeggeri della nazione a ovest di Detroit. Il conflitto iniziò a Chicago l'11 maggio, quando quasi 4.000 dipendenti della fabbrica della Pullman Company diedero il via a uno sciopero in risposta alle recenti riduzioni dei salari. La maggior parte degli operai che costruivano carrozze Pullman vivevano nella "città aziendale" di Pullman, appena fuori Chicago. Questa era stata progettata come comunità modello dal suo omonimo fondatore e proprietario George Pullman.
Il panico del 1893 aveva messo in crisi una gran parte dell'economia, e le ferrovie sospesero l'acquisto di nuove carrozze dalla Pullman. Quando questa licenziò lavoratori e abbassò i salari, senza però ridurre gli affitti delle case, i lavoratori indissero uno sciopero. Tra le ragioni dello sciopero c'erano l'assenza di democrazia all'interno della città di Pullman e la sua politica, il rigido controllo paternalistico dei lavoratori da parte dell'azienda, tariffe eccessive di acqua e gas e un rifiuto da parte dell'azienda di consentire ai lavoratori di acquistare e possedere case. Non avevano ancora costituito un sindacato. Invece, fondata nel 1893 da Eugene V. Debs, l'ARU era un'organizzazione di lavoratori delle ferrovie. Debs portò gli organizzatori dell'ARU a Pullman e fece iscrivere molti degli operai scontenti della fabbrica. Quando la Pullman Company rifiutò di riconoscere l'ARU e di iniziare qualsiasi trattativa, l'ARU indisse uno sciopero contro la fabbrica, senza però ottenere alcun risultato visibile. Per vincere lo sciopero, Debs decise di bloccare il movimento dei vagoni Pullman sulle ferrovie. I dipendenti viaggianti di Pullman (come conducenti e facchini) non aderivano allo sciopero.
Debs e l'ARU lanciarono un massiccio boicottaggio contro tutti i treni che avevano un vagone Pullman. Colpì la maggior parte delle linee ferroviarie a ovest di Detroit e al suo apice coinvolse circa 250.000 lavoratori in 27 Stati. Il principale sindacato statunitense, la Federazione americana del lavoro (AFL), si oppose al boicottaggio perché l'ARU stava cercando di sottrarle iscritti. Le confraternite ferroviarie di conduttori e ingegneri, che godevano di molto prestigio, si opposero al boicottaggio. La confraternita dei vigili del fuoco, di cui Debs era stato un esponente di spicco, era divisa. L'Associazione dei Direttori Generali delle Ferrovie coordinava l'opposizione allo sciopero.
Trenta persone furono uccise nei disordini nella sola Chicago. Lo storico David Ray Papke, basandosi sul lavoro di Almont Lindsey pubblicato nel 1942, ha stimato che altri 40 furono uccisi in altri Stati. I danni materiali superarono 80 milioni di dollari. Il governo federale ottenne un'ingiunzione di un tribunale contro il sindacato, Debs e altri capi del boicottaggio, ordinando loro di smettere di interferire con i treni che trasportavano vagoni postali. Al rifiuto degli scioperanti, il presidente Grover Cleveland ordinò all'esercito di impedire agli scioperanti di ostacolare i treni. La violenza scoppiò in molte città e lo sciopero cedette. Difeso da avvocati tra cui Clarence Darrow, Debs fu giudicato colpevole di aver violato un'ingiunzione del tribunale e condannato al carcere; l'ARU si sciolse.